# サタデードラマハウス
『サタデードラマハウス』は、2014年10月4日から2018年3月31日までJFN系列の一部の放送局で放送されていたジャパンエフエムネットワーク（JFNC）制作のラジオ番組である。放送時間は土曜深夜（日曜午前）3:30 - 4:00。

## 概要
一ヶ月完結（全4話、土曜日が5週ある月は全5話）の連続ラジオドラマ。「美男子（美女子）ばかりを集めてお送りする、深夜の耳の宴」をコンセプトに、偶数月は男性キャストのみで送る「美男子劇場」、奇数月は女性キャストのみで送る「美女子劇場」として放送されていた。
脚本・演出はカニリカが毎月担当している。
2014年10月の番組開始当初は「美男子劇場」という番組名で、毎月男性キャストのみで放送していた。2015年10月に番組名を「サタデードラマハウス」に改題した上で「美男子劇場」と「美女子劇場」（2015年11月開始）を隔月で入れ替わる形式に変更されている。

## オンエア作品
★は支配人（番組冒頭と終盤の案内役）を担当した出演者
| 放送月     | 劇団名     | タイトル                           | 放送回数 | 出演者                                      |
| ---------- | ---------- | ---------------------------------- | -------- | ------------------------------------------- |
| 2015年10月 | 美男子劇場 | 「化粧前」                         | 全5話    | ★高橋龍輝、山田悠介、池岡亮介、近江陽一郎   |
| 2015年11月 | 美女子劇場 | 「淑女の想い」                     | 全4話    | ★未来、福吉真璃奈、谷川りさこ、岡崎紗絵     |
| 2015年12月 | 美男子劇場 | 「海への祈り」                     | 全4話    | ★武田航平、上山竜治、町井祥真、上條駿       |
| 2016年1月  | 美女子劇場 | 「唐木屋の春」                     | 全5話    | ★田原靖子、奥仲麻琴、田中芽衣、岡崎紗絵     |
| 2016年2月  | 美男子劇場 | 「幸福引っ越しセンター」           | 全4話    | ★小澤亮太、百瀬朔、佐伯大地、岡﨑大和       |
| 2016年3月  | 美女子劇場 | 「アイリス女学園」                 | 全4話    | ★内山侑香、大森つばさ、加藤日菜、藤津摩衣   |
| 2016年4月  | 美男子劇場 | 「ハジける男」                     | 全5話    | ★秋山真太郎、八木将康、小野塚勇人、佐藤寛太 |
| 2016年5月  | 美女子劇場 | 「ガールズチャット」               | 全4話    | ★田中えみ、小松春佳、一双麻希、安井レイ     |
| 2016年6月  | 美男子劇場 | 「マジカル・ストーン・ツアー」     | 全4話    | 砂原健佑、糸川耀士郎、千綿勇平、★堂本翔平   |
| 2016年7月  | 美女子劇場 | 「淑女の想い2」                    | 全5話    | ★未来、谷川りさこ、岡田恋奈、三島萌花       |
| 2016年8月  | 美男子劇場 | 「二つの舌」                       | 全4話    | ★高木万平、高木心平、夕輝壽太、平野勇樹     |
| 2016年9月  | 美女子劇場 | 「虹の橋を渡って」                 | 全4話    | ★小泉遥、小嶋紗里、岡田恋奈、丸川ゆい       |
| 2016年10月 | 美男子劇場 | 「ダンシン・イン・ザ・ナーサリー」 | 全5話    | ★八木将康、小澤雄太、佐藤寛太、秋山真太郎   |
| 2016年11月 | 美女子劇場 | 「イットガールになりたくて」       | 全4話    | ★岡崎紗絵、大倉杏菜、飯泉吏南、未来         |
| 2016年12月 | 美男子劇場 | 「剣(つるぎ)の誓い」               | 全5話    | ★鈴木裕樹、山田悠介、根岸拓哉、東啓介       |
| 2017年1月  | 美女子劇場 | 「たこ焼き、ネギ焼き、とん平焼き」 | 全4話    | ★大倉杏菜、森高愛、志田彩良、未来           |
| 2017年2月  | 美男子劇場 | 「魔のつぶやき」                   | 全4話    | ★福山翔大、赤楚衛二、前原滉、鈴之助         |
| 2017年3月  | 美女子劇場 | 「淑女の企み」                     | 全4話    | ★谷川りさこ、岡田ゆり子、丸川ゆい、未来     |
| 2017年4月  | 美男子劇場 | 「ツイステッド・トライアングル」   | 全5話    | ★廣瀬大介、川島慶嗣、松浦義之、石川賢利     |
| 2017年5月  | 美女子劇場 | 「魅惑のネイル」                   | 全4話    | ★田中えみ、小松春佳、一双麻希、岡田恋奈     |
| 2017年6月  | 美男子劇場 | 「育ての叔父」                     | 全4話    | ★太田基裕、山内圭輔、馬庭良介、山岸拓生     |
| 2017年7月  | 美女子劇場 | 「昭和のJK」                       | 全5話    | ★飯泉吏南、榊原美紅、青山夕夏、福吉真璃奈   |
| 2017年8月  | 美男子劇場 | 「そして誰かがいなくなった」       | 全4話    | ★崎本大海、海斗、風太、稲垣壯               |
| 2017年9月  | 美女子劇場 | 「ハウスキーパーは見た」           | 全5話    | ★安藤恵、兼田いぶき、大倉杏菜、岡田恋奈     |
| 2017年10月 | 美男子劇場 | 「バチェラー・ネクサス」           | 全4話    | ★川久保拓司、石毛翔弥、峯田大夢、栗原吾郎   |
| 2017年11月 | 美女子劇場 | 「可憐なオトメ」                   | 全4話    | ★渡辺未優、ぎぃ子、谷川りさこ、飯泉吏南     |
| 2017年12月 | 美男子劇場 | 「アミティエ・ド・ノエル」         | 全5話    | ★宮崎秋人、陳内将、西井幸人、白又敦         |
| 2018年1月  | 美女子劇場 | 「愚かな女たち」                   | 全4話    | ★財田ありさ、岡田恋奈、渡辺未優、相澤なつみ |
| 2018年2月  | 男女混合   | 「ロスト」(2か月連続、前半)        | 全9話    | ★吉沢悠、未来、大倉杏菜、村上幸平           |
| 2018年3月  | 男女混合   | 「ロスト」(2か月連続、後半)        | 全9話    | ★吉沢悠、田中えみ、大倉杏菜、村上幸平       |

2014年10月から2015年9月まで「美男子劇場」の番組名で放送していた作品
| 放送月     | タイトル                     | 放送回数 | 出演者 |
| ---------- | ---------------------------- | -------- | --- |
| 2014年10月 | 「シルクのようになめらかに」 | 全4話    | ★清水一希、岩崎孝次、佐藤峻、夏樹弘、大矢剛康                                                                       |
| 2014年11月 | 「いつもあなたのそばに」     | 全5話    | ★八神蓮、中太佑、和田雅成、安里勇哉                                                                                 |
| 2014年12月 | 「カモナ・シェアハウス」     | 全4話    | ★藤田玲、村上幸平、畠山遼、石田隼                                                                                   |
| 2015年1月  | 「ツキを呼ぶ男」             | 全5話    | ★大口兼悟、溝呂木賢、深澤大河、笠松将、高岡裕貴                                                                     |
| 2015年2月  | 「会議室で起きている」       | 全4話    | ★松岡佑季、髙橋直人、服部喜照、植田恭平                                                                             |
| 2015年3月  | 「青葉萌ゆ」                 | 全4話    | ★聖也、岩永達也、川合智己、木村優希                                                                                 |
| 2015年4月  | 「夢が如く」                 | 全4話    | ★吉沢悠、中太佑、臼杵寛、森輝弥                                                                                     |
| 2015年5月  | 「哀愁のバランシィエ」       | 全5話    | ★滝口幸広、廣瀬智紀、佐藤永典、五十嵐麻朝                                                                           |
| 2015年6月  | 「ハニーのようにつややかに」 | 全4話    | ★進藤学、佐藤峻、大矢剛康、仲沢景                                                                                   |
| 2015年7月  | 「止まった時計」             | 全4話    | ★遠藤雄弥、近江陽一郎、荒井敦史、前山剛久                                                                           |
| 2015年8月  | 「コンカツ大作戦」           | 全5話    | ★長田庄平（チョコレートプラネット）、松尾駿（チョコレートプラネット）、林大介（かたつむり）、中澤章吾（かたつむり） |
| 2015年9月  | 「続・哀愁のバランシィエ」   | 全4話    | ★滝口幸広、廣瀬智紀、佐藤永典、五十嵐麻朝                                                                           |

## ネット局
- エフエム青森
- エフエム岩手
- エフエム山形
- ふくしまFM
- FMぐんま
- FMとやま
- エフエム石川
- エフエム福井
- FM GIFU
- レディオキューブFM三重
- e-radio
- エフエム山陰
- エフエム岡山
- 広島エフエム
- エフエム山口
- エフエム徳島
- エフエム香川
- エフエム佐賀
- FM Nagasaki
- エフエム熊本
- エフエム大分
- エフエム宮崎
- エフエム鹿児島
- エフエム沖縄

### 過去のネット局
- Date fm（2017年9月30日終了）